# Wilbraham Tollemache
Wilbraham Tollemache (21 octobre 1739 - 9 mars 1821), est un homme politique britannique qui siège à la Chambre des communes de 1771 à 1784.

## Biographie

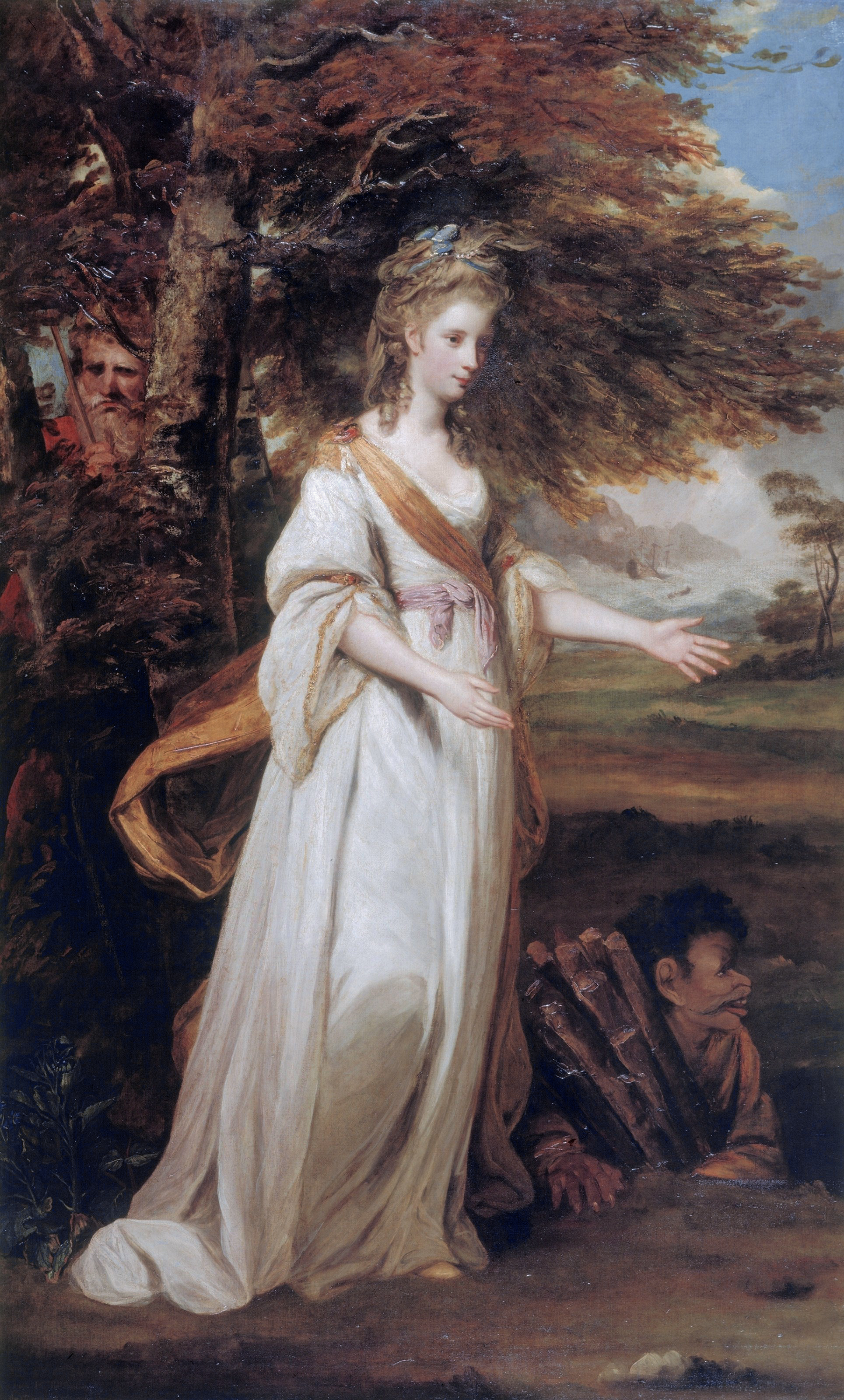
Anna Maria Tollemache (Joshua Reynolds, 1773-1774)

Il est un fils plus jeune de Lionel Tollemache. Il sert d'abord dans la Royal Navy, puis dans l'armée britannique. Il prend sa retraite en 1775 en tant que commandant du 6e régiment de fantassins. Il entre pour la première fois à la Chambre des communes en tant que député de Northampton en 1771. Le 4 février 1773, il épouse Anna Maria Lewis, mais n'a pas d'enfant. Il continue à siéger pour Northampton jusqu'en 1780, puis représente Liskeard jusqu'en 1784. Il est haut-shérif de Cheshire en 1785 et plus tard haut commissaire d’Ipswich, comme son frère aîné.
Il hérite du comté et des domaines qui l'accompagnent de son frère aîné mort sans enfant, Lionel, à l'âge de soixante ans en 1799. L'un de ses premiers actes est d'acheter le manoir de Canbury à George Hardinge, ramenant ainsi la région à la famille. Il réalise un programme d’améliorations à Ham House, notamment la création de la chambre à coucher en satin jaune, la démolition d’une partie du mur nord et l’ouverture de la vue sur la rivière, relocalisant les bustes de l’empereur romain dans des niches situées dans le mur de la maison. créant le Ha-ha et l'ajout des statues de pierre de Coade. Wilbraham est un collectionneur d'art et l'un des premiers mécènes de John Constable. Il est également un mécène de Reynolds et de Gainsborough.
Il est mort sans enfants. Les cinq fils du 4e comte sont morts et il n'y a pas de petit-fils. Le titre de baronnet de Tollemache s'est donc éteint, tandis que le comté de Dysart passe à sa sœur Louisa Tollemache (7e comtesse de Dysart) (en). Les domaines sont divisés entre Louisa et la sœur cadette Lady Jane. Jane reçoit Helmingham, Suffolk, Cheshire et Northants, tandis que Louisa hérite de Ham House et des domaines environnants de Ham, Petersham et Canbury. Les deux familles ont pris le nom de Tollemache,.